# Luigi Bassi
Luigi Bassi (Pavia, 29 ottobre 1920 – ...) è stato un calciatore italiano, di ruolo centrocampista.

## Carriera
Interno di centrocampo, giocò una stagione in Serie A con l'Alessandria.

## Palmarès

### Club

#### Competizioni nazionali
- Campionato italiano di Serie B: 1

Alessandria: 1945-1946
- Serie C: 1

Messina: 1949-1950